# Cámara de Diputados de Venezuela
La Cámara de Diputados de Venezuela fue la cámara baja del Congreso Nacional de Venezuela. Estuvo vigente en el país desde la promulgación de la Constitución Federal de 1811 con el nombre de Cámara de Representantes, hasta la entrada en vigencia de la Constitución de 1902 que la renombró como Cámara de Diputados hasta que fuera derogado la Constitución de Venezuela de 1961 por la Constitución de 1999.

## Legislaturas
| Período     | Mayoría | Mayoría   | Mayoría   | Mayoría  | Primera Minoría               | Primera Minoría | Primera Minoría |
| Período     | Partido | Diputados | Posición  | Tipo     | Partido                       | Diputados       | Tipo            |
| ----------- | ------- | --------- | --------- | -------- | ----------------------------- | --------------- | --------------- |
| 1947 - 1948 |         | 83/110    | Gobierno  | Absoluta |                               | 16/110          | Oposición       |
| 1959 - 1964 |         | 73/132    | Gobierno  | Absoluta | Unión Republicana Democrática | 34/132          | Oposición       |
| 1964 - 1969 |         | 66/179    | Gobierno  | Simple   |                               | 39/179          | Oposición       |
| 1969 - 1974 |         | 66/214    | Oposición | Simple   |                               | 59/214          | Gobierno        |
| 1974 - 1979 |         | 102/200   | Gobierno  | Absoluta |                               | 64/200          | Oposición       |
| 1979 - 1984 |         | 88/199    | Oposición | Simple   |                               | 84/199          | Gobierno        |
| 1984 - 1989 |         | 113/200   | Gobierno  | Absoluta |                               | 60/200          | Oposición       |
| 1989 - 1994 |         | 97/201    | Gobierno  | Simple   |                               | 67/201          | Oposición       |
| 1994 - 1999 |         | 55/203    | Oposición | Simple   |                               | 53/203          | Oposición       |
| 1999        |         | 61/206    | Oposición | Simple   |                               | 35/206          | Gobierno        |

## Autoridades
| Período   | Presidente de la Cámara de Diputados Vicepresidente del Congreso | Presidente de la Cámara de Diputados Vicepresidente del Congreso |
| Período   | Titular                                                          | Partido                                                          |
| --------- | ---------------------------------------------------------------- | ---------------------------------------------------------------- |
| 1952-1953 | Vacante (Asamblea Constituyente)                                 | Vacante (Asamblea Constituyente)                                 |
| 1953-1954 | Oscar Rodríguez Gragirena                                        |                                                                  |
| 1954-1955 | Oscar Rodríguez Gragirena                                        |                                                                  |
| 1955-1956 | Aurelio Ferrero Tamayo                                           |                                                                  |
| 1956-1957 | Aurelio Ferrero Tamayo                                           |                                                                  |
| 1957-1958 | Aurelio Ferrero Tamayo                                           |                                                                  |
| 1958-1959 | Vacante (Junta de Gobierno)                                      | Vacante (Junta de Gobierno)                                      |
| 1959-1960 | Rafael Caldera                                                   |                                                                  |
| 1960-1961 | Rafael Caldera                                                   |                                                                  |
| 1961-1962 | Rafael Caldera                                                   |                                                                  |
| 1962-1963 | Manuel Vicente Ledezma                                           |                                                                  |
| 1962-1963 | Ignacio Luis Arcaya                                              | Unión Republicana Democrática                                    |
| 1963-1964 | Ignacio Luis Arcaya                                              | Unión Republicana Democrática                                    |
| 1964-1965 | Héctor Santaella                                                 | Unión Republicana Democrática                                    |
| 1965-1966 | Alirio Ugarte Pelayo                                             | Unión Republicana Democrática                                    |
| 1966-1967 | Dionisio López Orihuela                                          | Unión Republicana Democrática                                    |
| 1967-1968 | Enrique Betancourt y Galíndez                                    | Unión Republicana Democrática                                    |
| 1968-1969 | César Rondón Lovera                                              |                                                                  |
| 1969-1970 | Jorge Dáger                                                      |                                                                  |
| 1970-1971 | Antonio Léidenz Estevanot                                        |                                                                  |
| 1971-1972 | Antonio Léidenz Estevanot                                        |                                                                  |
| 1972-1973 | Antonio Léidenz Estevanot                                        |                                                                  |
| 1973-1974 | Antonio Léidenz Estevanot                                        |                                                                  |
| 1974-1975 | Gonzalo Ramírez Cubillán                                         |                                                                  |
| 1975-1976 | Oswaldo Álvarez Paz                                              |                                                                  |
| 1976-1977 | Oswaldo Álvarez Paz                                              |                                                                  |
| 1977-1978 | Oswaldo Álvarez Paz                                              |                                                                  |
| 1978-1979 | Oswaldo Álvarez Paz                                              |                                                                  |
| 1979-1980 | Carlos Canache Mata                                              |                                                                  |
| 1980-1981 | Carlos Canache Mata                                              |                                                                  |
| 1981-1982 | Carlos Canache Mata                                              |                                                                  |
| 1982-1983 | Armando Sánchez Bueno                                            |                                                                  |
| 1983-1984 | Armando Sánchez Bueno                                            |                                                                  |
| 1984-1985 | Leonardo Ferrer                                                  |                                                                  |
| 1985-1986 | Leonardo Ferrer                                                  |                                                                  |
| 1986-1987 | Leonardo Ferrer                                                  |                                                                  |
| 1987-1988 | José Rodríguez Iturbe                                            |                                                                  |
| 1988-1989 | José Rodríguez Iturbe                                            |                                                                  |
| 1989-1990 | José Rodríguez Iturbe                                            |                                                                  |
| 1990-1991 | Luis Enrique Oberto                                              |                                                                  |
| 1991-1992 | Luis Enrique Oberto                                              |                                                                  |
| 1992-1993 | Luis Enrique Oberto                                              |                                                                  |
| 1993-1994 | Luis Enrique Oberto                                              |                                                                  |
| 1994-1995 | Carmelo Lauría                                                   |                                                                  |
| 1995-1996 | Carmelo Lauría                                                   |                                                                  |
| 1996-1997 | Ramón Guillermo Aveledo                                          |                                                                  |
| 1997-1998 | Ramón Guillermo Aveledo                                          |                                                                  |
| 1998-1999 | Ixora Rojas                                                      |                                                                  |
| 1999      | Henrique Capriles                                                |                                                                  |
| 1999-2000 | Vacante (Asamblea Constituyente)                                 | Vacante (Asamblea Constituyente)                                 |